# Miguel Ángel Contreras Llajaruna
Miguel Ángel Contreras Llajaruna SM (* 5. Juli 1979 in Cajabamba, Distrikt Cajabamba, Region Cajamarca) ist ein peruanischer römisch-katholischer Ordensgeistlicher und ernannter Weihbischof in Callao.

## Leben
Er trat in das Seminar der Maristenpatres von Sullana-Piura ein und schloss sein Studium der Philosophie am Höheren Institut für Theologische Studien Johannes XXIII. in Lima und sein Studium der Theologie am Salesianischen Theologischen Institut Christus der Auferstandene in Guadalajara (Mexiko) ab. Später erwarb er einen Master-Abschluss in Heiliger Schrift an der Jesuitenfakultät für Philosophie und Theologie in Belo Horizonte (Brasilien) und einen Master-Abschluss in Bildungsmanagement und -führung an der Marcelino-Champagnat-Universität in Lima. Am 25. April 2008 empfing er das Sakrament der Priesterweihe.
Zwischen 2012 und 2021 war er Förderer der Pfarrschule San José in Callao und zwischen 2015 und 2022 Pfarrer der Virgen Misionera. Bis zu seiner Bischofsernennung war er seit 2021 Bischofsvikar für das geweihte Leben und ab 2022 Generaldirektor des Netzwerks der Pfarrschulen der Diözese Callao sowie Distriktoberer der südamerikanischen Maristen.
Am 15. Mai 2025 ernannte ihn Papst Leo XIV. zum Titularbischof von Babra und zum Weihbischof in Callao. Es war dies die erste Bischofsernennung im Pontifikat von Leo XIV.